# الأمر التنفيذي 11063
الأمر التنفيذي 11063 تم التوقيع عليه من قبل الرئيس جون كينيدي في 20 نوفمبر 1962. هذا الأمر «يحظر التمييز في بيع أو تأجير أو أي تصرف آخر في الممتلكات والمنشآت التي تملكها أو تديرها الحكومة الفيدرالية أو يتم توفيرها بأموال فيدرالية». حظر هذا الأمر الفصل العنصري في الإسكان الممول اتحاديًا.